# First Tape
First Tape è l'album di debutto della band australiana dei The Lucksmiths, uscito in cassetta nel 1993 e in seguito in CD nel 1996 per la Candle records.
Il disco è stato ristampato nel 2005 sempre dalla Candle Records con il titolo The Lucksmiths.

## Lista tracce
1. "Clichéd Title for Kris" – 1:39
2. "Cat in Sunshine" – 3:30
3. "Adolescent Song of Mindless Devotion" – 2:13
4. "Run Spot Run" – 0:54
5. "Weatherboard" – 3:20
6. "Andrew's Pleasure" – 1:57
7. "Remote Control" – 2:03
8. "Tale of Two Cities" – 2:33
9. "Birthday Present for Katrina" – 1:00
10. "Scottsdale" – 2:16
11. "English Murder Mystery" – 2:14